# Pierluigi Formiconi
Pierluigi Formiconi (Roma, 18 luglio 1948) è un ex pallanuotista e allenatore di pallanuoto italiano.

## Carriera

### Giocatore
Esordì a soli sedici anni con la S.S. Lazio Nuoto. Nel 1965 si laurea campione italiano juniores. Viene convocato dalla Nazionale italiana per gli Europei 1970 e per i Mondiali 1973. Saltò i Giochi olimpici di Monaco di Baviera 1972, a causa di una squalifica di sei giornate ricevuta in campionato.

### Allenatore
Cominciò la carriera di allenatore nel 1973, quando ancora giocava, imponendosi per due anni consecutivi nei campionati allievi e juniores con la Lazio. Nel 1983 entra a far parte del gruppo tecnici della federazione italiana. Dal 1983 al 1986 è responsabile tecnico della squadra nazionale giovanile maschile e allenatore in seconda di quella maggiore, mentre dal 1985 al 1987 è il CT della nazionale femminile.
Nel 1984 vinse il titolo europeo con la Nazionale juniores a Tenerife, replicando nel 1993 al Mondiale juniores a Il Cairo. Dal 1988 al 1994 è guida tecnica della Pro Recco, disputando una finale scudetto ed una finale di Coppa LEN. Dal 1995 al 1998 allena l'Anzio Nuoto, ottenendo la promozione in Serie A1; nel 1996 la squadra si piazza sesta in campionato e si qualifica alla Coppa Comen. Nel 1999, sulla panchina della A.S. Roma Pallanuoto, conquistò lo scudetto battendo in finale il Circolo Nautico Posillipo. Tornerà nella compagine giallorossa nel 2003, come Direttore Tecnico.
Dal 1994 al 2004 è stato il commissario tecnico della Nazionale di pallanuoto femminile, con la quale ha conquistato 2 ori mondiali, 4 europei ed il titolo olimpico ad Atene 2004, oltre a un bronzo in Coppa del Mondo, un bronzo europeo, un bronzo mondiale ed un bronzo nella World League.
Nel 2005 diventa CT della Nazionale maschile. Nel 2006 ritorna a Roma ad allenare la Lazio, rimanendovi sino al 2008 e ottenendo una promozione in Serie A1.
Nel 2008 diventa allenatore dell'Associazione Sportiva Orizzonte Catania, con la quale ha conquistato una Coppa Italia e tre scudetti. Dal 2012 al 2016 torna ad allenare la Lazio, mentre dal 2016 al 2018 allena la SIS Roma. Nel 2020 guida il Telimar Palermo. Nel 2021 è in A2 femminile al Torre del Grifo.

## Palmarès

### Allenatore

#### Club
- Campionato italiano: 1

Roma: 1999
- Campionato italiano: 3

Orizzonte Catania: 2008-09; 2009-10; 2010-11
- Coppe Italia: 1

Orizzonte Catania: 2011-12
- Supercoppa LEN: 1

Orizzonte Catania: 2008

#### Nazionale
- Giochi olimpici estivi
  -  - Atene 2004
- Campionati mondiali
  -  - Perth 1998
  -  - Fukuoka 2001
  -  - Barcellona 2003
- Campionati europei
  -  - Vienna 1995
  -  - Siviglia 1997
  -  - Prato 1999
  -  - Lubiana 2003
  -  - Budapest 2001
- Giochi del Mediterraneo
  -  - Almería 2005